# Reimegrend Station
Reimegrend Station (Reimegrend stasjon) er en jernbanestation på Bergensbanen, der ligger i Voss kommune i Norge. Stationen består af tre spor, en perron og en stationsbygning i træ med ventesal og toilet. Den ligger i området Reimegrend, hvor der er mange hytter.
Stationen åbnede som holdeplads 10. juni 1908. Oprindeligt hed den Reime, men den skiftede navn til Reimegrend 15. juli 1928. Den blev fjernstyret 15. oktober 1981 og gjort ubemandet 2. november 1981. Stationen var tidligere det vestlige endepunkt for snerydningstjeneste på banen gennem fjeldene.